# Occupazione del Giappone
L'occupazione del Giappone avvenne alla fine della seconda guerra mondiale quando l'Impero giapponese fu occupato militarmente dalle potenze alleate vincitrici, guidate dagli Stati Uniti con contributi da parte del Regno Unito. Questa presenza segnò la prima occupazione del Paese da parte di potenze straniere. Il trattato di San Francisco, firmato l'8 settembre 1951, marcò la fine dell'occupazione alleata, ma solo con la sua entrata in vigore, avvenuta il 28 aprile 1952, il Giappone tornò ad essere uno Stato completamente indipendente.

## La resa
Il Giappone si arrese il 14 agosto 1945, cioè quando Kantarō Suzuki comunicò agli Alleati di aver accettato la Dichiarazione di Potsdam. Il giorno dopo, l'imperatore Hirohito annunciò alla radio la resa incondizionata. Una trasmissione radio non era mai stata registrata dall'imperatore e per la gran parte dei giapponesi fu quella l'occasione di udire per la prima volta la voce del sovrano.. La data è ricordata come quella della vittoria sul Giappone, o V-J Day, e rappresenta la fine della seconda guerra mondiale, oltre che l'inizio di un lungo cammino per ricostruire un Giappone ridotto in frantumi. Lo stesso giorno, il presidente degli Stati Uniti Harry S. Truman nominava il generale Douglas MacArthur comandante supremo delle forze alleate (Supreme Commander of the Allied Powers, SCAP), affidandogli la supervisione dell'occupazione del Giappone. Durante la guerra gli Alleati avevano pianificato la divisione in zone del Paese tra i vincitori per tutta la durata dell'occupazione, come era avvenuto per l'occupazione della Germania e dell'Austria.

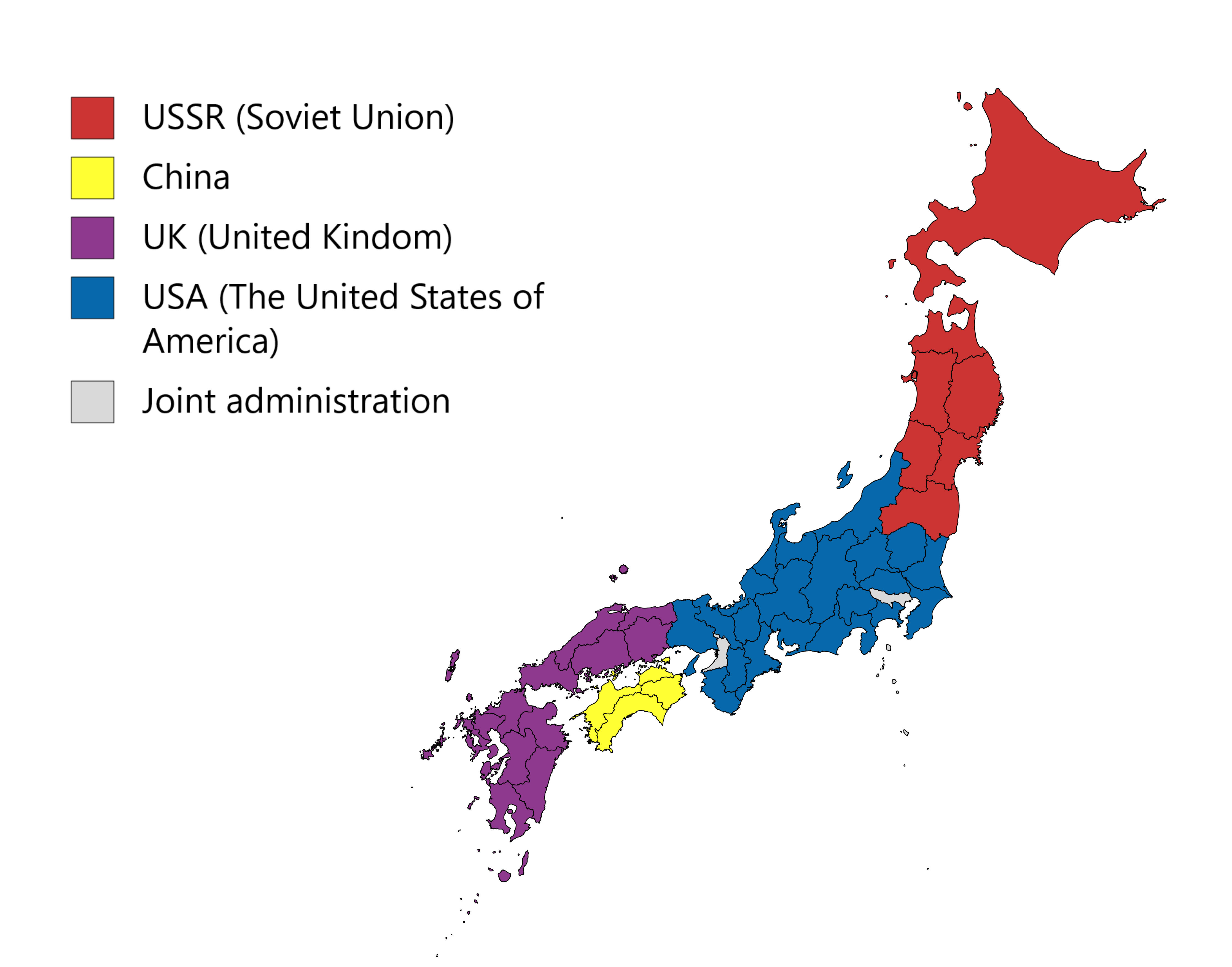
Una delle prime proposte di divisione del Giappone tra gli occupanti.

 Nell'ultimo progetto, tuttavia, allo SCAP venne affidato il controllo diretto delle principali isole dell'arcipelago nipponico (Honshū, Hokkaidō, Shikoku e Kyūshū) e di quelle ad esse limitrofe, mentre quelle più decentrate dovevano essere divise tra gli Alleati, come segue:
- Unione Sovietica: Corea del Nord (non un'occupazione totale), Sachalin e le Isole Curili
- Stati Uniti: Corea del Sud (non un'occupazione totale), Okinawa, le Isole Amami, le Isole Ogasawara ed i possedimenti in Micronesia
- Repubblica di Cina: Taiwan e Penghu

Non è chiaro il motivo per cui il piano venne cambiato. Le teorie più accreditate mettono in risalto l'accresciuto potere statunitense in seguito allo sviluppo della bomba atomica, la profonda sfiducia (rispetto a Roosevelt) di Truman nell'Unione Sovietica e la crescente preoccupazione di contenere l'espansione sovietica in Estremo Oriente dopo la conferenza di Jalta: l'Unione Sovietica aveva probabilmente intenzione di occupare Hokkaidō. Ove questo fosse accaduto, sarebbe potuta nascere una 'Repubblica popolare del Giappone' nella zona di occupazione sovietica. Comunque, a differenza di quanto avvenuto in Germania Est e Corea del Nord, queste intenzioni, se esistenti, vennero frustrate dall'opposizione di Truman. Di comune accordo, furono comunque insediati la Commissione per l'Estremo Oriente e il Consiglio Alleato per il Giappone, incaricati di sovrintendere all'occupazione. Funzionari giapponesi si recarono a Manila il 19 agosto, per incontrare MacArthur ed essere ragguagliati sui suoi programmi per la gestione dell'occupazione. Il 28 agosto, 150 statunitensi atterrarono ad Atsugi, nella prefettura di Kanagawa. Furono seguiti dalla nave militare Missouri, che scortava il naviglio dal quale sbarcò sulla costa meridionale di Kanagawa la Quarta Divisione dei marines. In seguito, arrivò ulteriore personale alleato.
MacArthur raggiunse Tokyo il 30 agosto ed emanò immediatamente alcune leggi che proibivano al personale alleato di mettere sotto attacco gente giapponese. Nessun alleato doveva consumare lo scarso cibo a disposizione dei giapponesi. Innalzare lo Hinomaru, la bandiera con il Sol Levante, fu dapprima severamente limitato, sebbene uffici pubblici, o anche cittadini, potessero chiedere un'autorizzazione per farlo. Tali limitazioni vennero alleggerite nel 1948 e poi abolite l'anno successivo

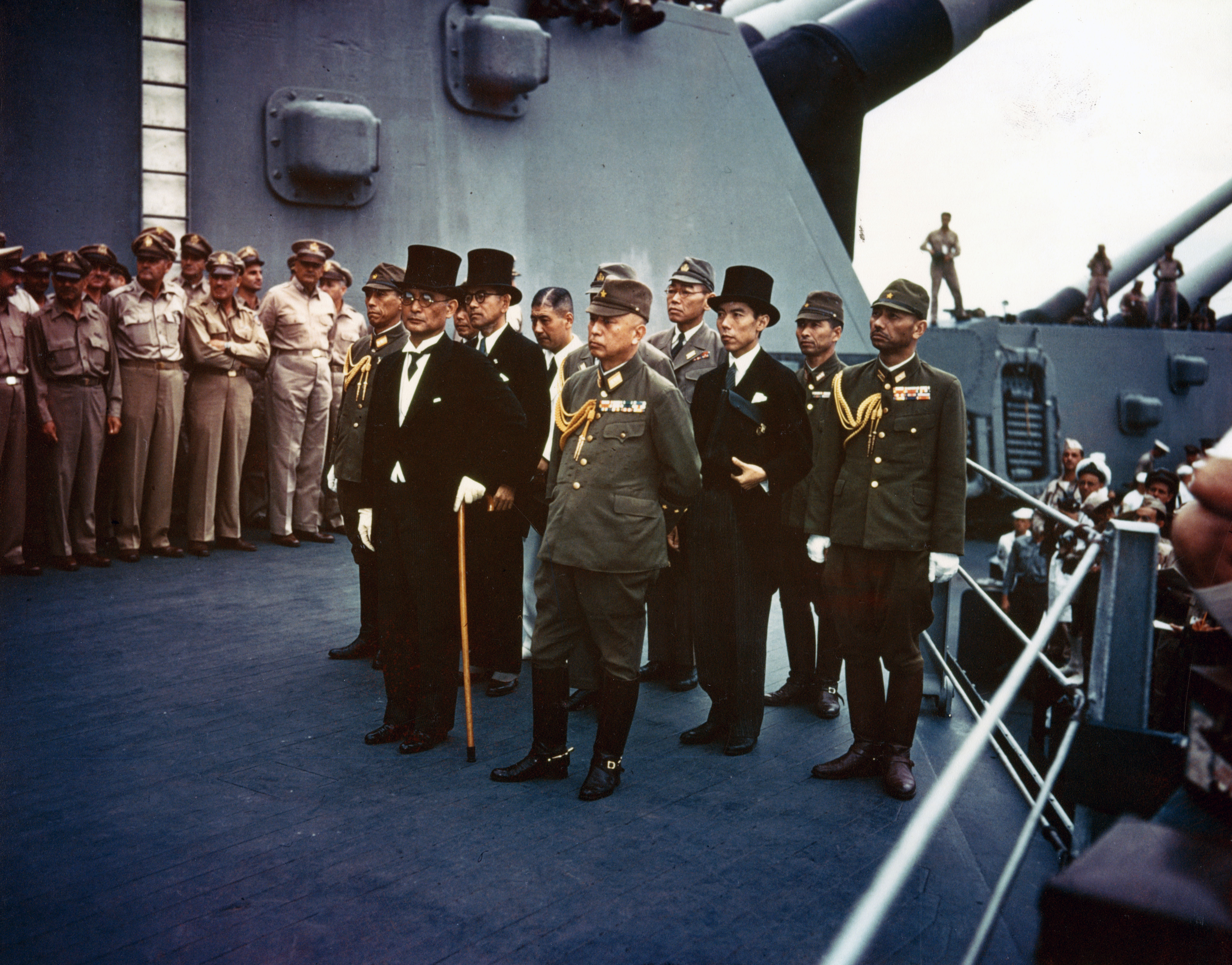
Rappresentanti del Giappone a bordo della nave Missouri, in attesa di sottoscrivere l'atto di resa.

Il 2 settembre la resa fu formalizzata con la firma dell'Atto. Le forze alleate, soprattutto statunitensi, assunsero il controllo del Paese e "per ottanta mesi dopo la resa del 1945 il Giappone fu alla mercé di un esercito occupante e il suo popolo soggetto a controllo militare straniero". A capo dell'amministrazione occupante c'era il generale MacArthur, che tecnicamente avrebbe dovuto rapportarsi ad un consiglio nominato dalle potenze alleate, ma che in pratica fece tutto da sé, ragion per cui in quel periodo si manifestò una forte influenza americana, tanto che già nel 1951 fu notato che "per sei anni gli Stati Uniti avevano potuto sperimentare in Giappone con molta più libertà che in ogni altro paese dell'Asia o, quanto a questo, del mondo intero". La priorità di MacArthur fu l'organizzazione della distribuzione del cibo. Infatti, in seguito al collasso del governo e alla distruzione pressoché totale della maggiori città, i giapponesi tutti erano alla fame. Anche dopo le sue prime misure, milioni di essi restarono a rischio di morte per fame per diversi anni. Come ebbe a scrivere Kawai Kazuo, "non si può insegnare la democrazia ad un popolo che muore di fame", e oltre ad incoraggiare una riforma democratica il governo statunitense stanziò miliardi di dollari in aiuti.

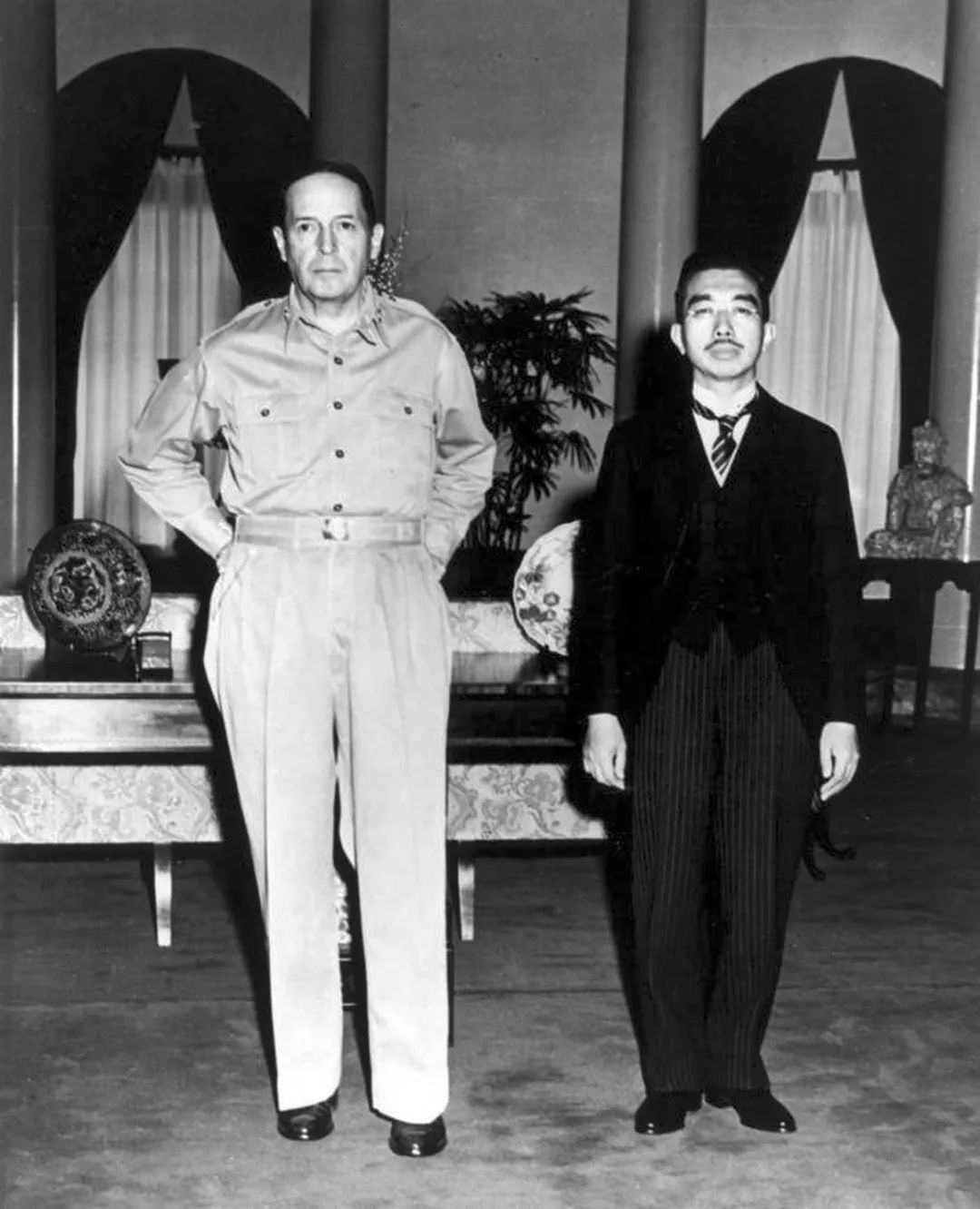
Douglas MacArthur e l'imperatore Hirohito.

Dapprincipio furono fornite razioni di emergenza attraverso fondi GARIOA; nell'anno fiscale 1946 l'aiuto ammontò a 92 milioni di dollari sotto forma di prestiti. A partire dall'aprile del 1946, fu concesso ad organizzazioni private di soccorso di partecipare sul modello del LARA. Una volta organizzata la distribuzione del cibo, al costo di un milione di dollari al giorno, MacArthur cercò di conquistare l'appoggio di Hirohito. I due si incontrarono per la prima volta il 27 settembre: la foto che li ritrae insieme è una delle più famose della storia del Giappone. Molti, tuttavia, rimasero scioccati nel constatare che all'appuntamento con l'imperatore il generale indossava la sua uniforme ordinaria, e non quella da cerimonia, ma poteva essere una scelta deliberata, per mandare un chiaro messaggio su quale riteneva dovesse essere lo status del sovrano. Dopo il riconoscimento da parte di Hirohito, MacArthur ebbe il carburante necessario per cominciare davvero il suo lavoro di occupante. Mentre altri leader politici e militari spingevano perché l'imperatore fosse processato come criminale di guerra, il generale si oppose, e rifiutò anche le richieste di abdicazione avanzate da intellettuali come Tatsuji Miyoshi e perfino membri della famiglia reale, quali i principi Higashikuni e Mikasa, ribattendo che tali atti sarebbero risultati straordinariamente impopolari.
Alla fine del 1945, il personale statunitense acquartierato in Giappone superava le 350.000 unità. All'inizio del 1946 cominciarono ad arrivare in quantità ancora maggiori truppe di rimpiazzo, e furono assegnate all'Ottava Armata di MacArthur, il cui quartier generale era stabilito nell'edificio Dai-Ichi di Tokyo. Per quanto riguarda le principali isole dell'arcipelago, Kyūshū fu occupata dalla 24ª divisione di Fanteria, parzialmente responsabile anche di Shikoku. Honshū fu posta sotto il controllo della 1ª divisione di fanteria e Hokkaidō fu occupata dalla 1ª divisione aerotrasportata.

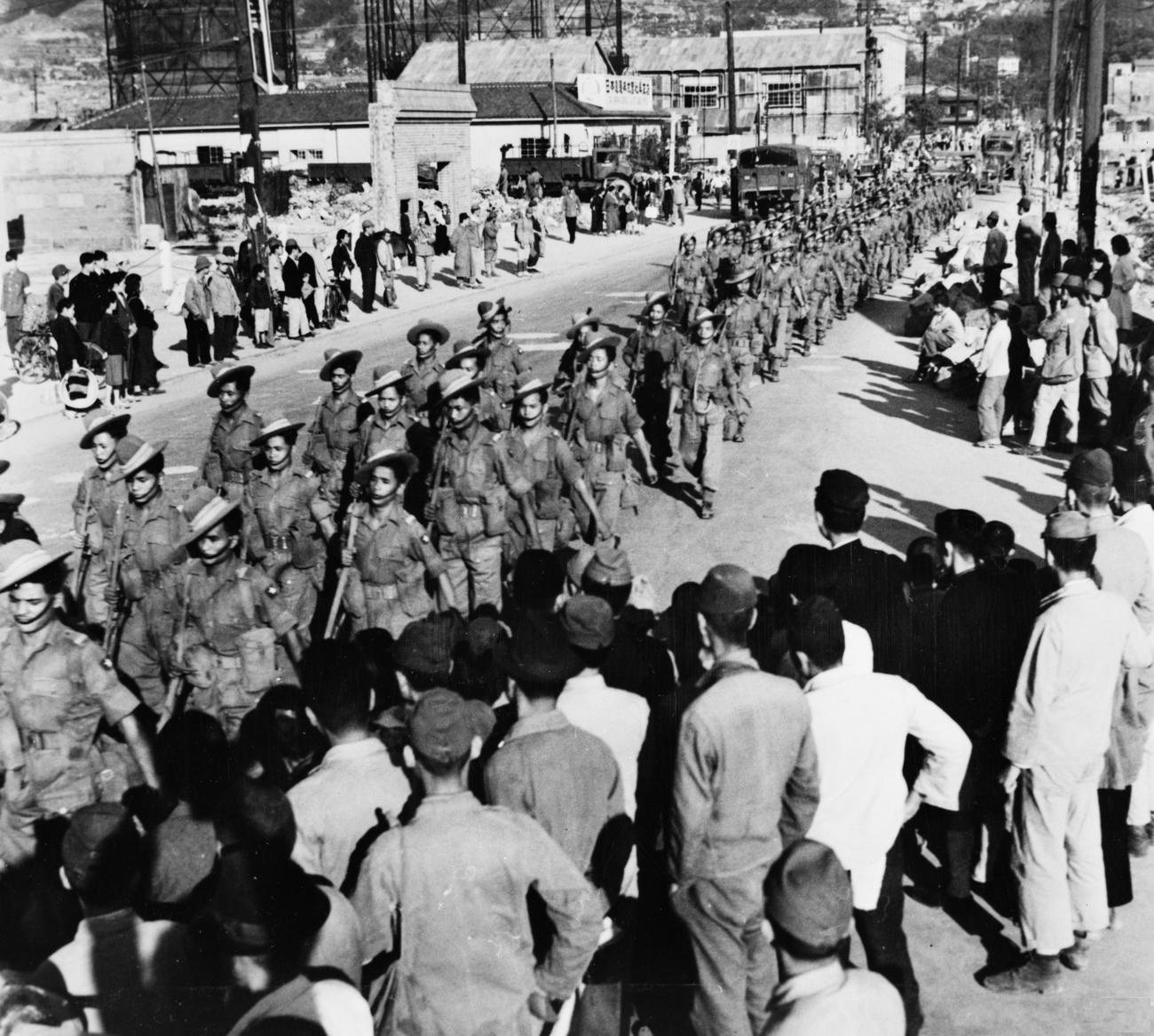
Il 2º Battaglione del 5º Fucilieri Reali Gurkha attraversa marciando Kure subito dopo essere giunto in Giappone. (Maggio 1946)

Al giugno del 1950, tutte le unità citate avevano subito drastiche riduzioni di truppe, e l'effettiva operatività in combattimento era seriamente compromessa. Quando la Corea del Nord invase il Sud, elementi della 24ª divisione vennero dislocati in Corea del Sud per bloccare le ingenti forze degli invasori, ma le inesperte truppe di occupazione, passate nel giro di una notte da un tranquillo acquartieramento al battesimo del fuoco, subirono pesanti perdite, e furono costrette a ripiegare finché non giunsero in loro aiuto altri effettivi delle truppe di occupazione dal Giappone.
La Forza di occupazione del Commonwealth britannico (BCOF, British Commonwealth Occupation Force) era composta da effettivi britannici, australiani, neozelandesi ed indiani, e fu dislocata in Giappone il 21 febbraio 1946. Mentre le forze statunitensi erano responsabili delle incombenze generali del governo militare, il Commonwealth supervisionava in particolare la smobilitazione dell'esercito e la riconversione dell'industria di guerra giapponese. La BCOF fu anche responsabile di diverse prefetture occidentali, e stabilì il suo quartier generale a Kure. Al suo apice, la forza contò circa 40.000 effettivi. A partire dal 1947 ridusse gradualmente i suoi effettivi, e fu ufficialmente smobilitata nel 1951.

## Risultati dell'occupazione

### Disarmo
La Costituzione giapponese del dopoguerra, adottata con la supervisione degli Alleati, incluse una 'clausola di pace', l'articolo 9, che comportava il ripudio della guerra e proibiva qualsiasi forza armata giapponese, allo scopo di impedire che il paese potesse attuare nuovamente politiche militarmente aggressive. Tuttavia, già nel decennio successivo, gli Stati Uniti cominciarono a fare pressioni perché il Giappone ricostituisse il suo esercito, che poteva rappresentare un efficace baluardo contro l'espansionismo comunista in Asia, specie dopo la Rivoluzione cinese e la guerra di Corea. Si arrivò così alla costituzione della Forze di autodifesa giapponesi, cui, per prassi e non per legge, il Giappone aveva tradizionalmente destinato circa l'1% del suo PIL. Recentemente, primi ministri come Junichiro Koizumi e Shinzō Abe, insieme a diversi altri politici, hanno proposto di abrogare o rivedere la clausola di pace. Cosicché, sebbene lo scopo dell'occupazione militare alleata fosse originariamente la smilitarizzazione del paese, a causa dell'inizio della guerra fredda e della contrapposizione totale tra Potenze occidentali e movimento comunista mondiale, l'esercito ha potuto lentamente riguadagnare potere, ed oggi il bilancio per la difesa del Giappone è il sesto al mondo.

### Liberalizzazione
Con l'inasprirsi della guerra fredda, lo SCAP frenò le sue iniziative di riforma. Dalla fine del 1947, le priorità statunitensi si spostarono dal cambiamento sociale in senso liberale verso la stabilità politica interna e la ripresa economica. Smilitarizzazione e democratizzazione persero inerzia, e il loro sviluppo sembrò arrestarsi. Valga l'esempio del decentramento economico, trascurato dal Quartier Generale per rispondere ai nuovi imperativi. Le autorità statunitensi incoraggiarono prassi affaristiche e politiche industriali che da allora sono diventate motivo di attrito tra il Giappone e i suoi principali partner economici, in particolare con gli Stati Uniti. Durante l'occupazione, il Quartier Generale e il Comando Supremo, lo SCAP, erano riusciti con successo, ancorché non completamente, a smantellare molte delle coalizioni finanziarie note come Zaibatsu, che avevano fino ad allora monopolizzato l'industria.
Insieme al cambio di atteggiamento statunitense (in parte dovuto al bisogno di un Giappone economicamente più forte davanti all'Unione Sovietica, percepita come una minaccia), ad affossare le riforme contribuirono anche i ricchi ed influenti giapponesi, che ovviamente recalcitravano all'idea di perdere gran parte dei loro profitti. In conseguenza ci fu chi resistette ad ogni ipotesi di riforma, e da questa opposizione nacque una nuova forma di raggruppamento industriale, più agile, che divenne nota come keiretsu. Wolf Ladejinsky, membro dello SCAP del Generale MacArthur firmò anche un'importante riforma agraria. Successivamente, Ladejinsky ha dichiarato che il vero architetto della riforma fu il socialista Hiro Wada, che sarebbe poi diventato ministro dell'agricoltura giapponese. Tra il 1947 e il 1949, circa 5,8 milioni di acri, il 38% della superficie coltivabile del Giappone vennero acquistati dai grandi proprietari terrieri e rivenduti a prezzi assai più bassi (tenuto conto dell'inflazione) ai contadini che li lavoravano, smantellando il latifondismo che aveva dominato la storia del paese. Nel 1950, almeno tre milioni di braccianti avevano acquisito un pezzo di terra.

### Democratizzazione
Nel 1946, la Dieta ratificò una nuova costituzione, che seguiva fedelmente la traccia elaborata dagli occupanti, e in particolare dalla struttura comandata da MacArthur, e venne promulgata sotto forma di emendamento alla vecchia costituzione Meiji, di stampo prussiano. Il disegno politico traeva abbondante ispirazione dal Bill of Rights britannico, dalla legislazione sociale del New Deal, ma anche da alcune delle costituzioni europee liberali e perfino da quella dell'Unione Sovietica (..) Trasferiva la sovranità dall'Imperatore al popolo nel tentativo di depoliticizzare il Trono e ridurlo ad un mero simbolo del potere statale. Della Carta fa parte anche il famoso articolo 9 (né guerra, né esercito), che metteva al bando la guerra come strumento della politica estera e perfino il mantenimento di un esercito regolare. Essa inoltre conferiva pieni diritti umani alle donne, rafforzava i poteri di parlamento e governo, decentrava la polizia e conferiva autonomia alle autorità locali". Lo shintoismo venne abolito come religione di Stato, e il Cristianesimo poté essere apertamente professato per la prima volta dopo diversi decenni. E il 10 aprile 1946 le elezioni dettero al Giappone il suo primo capo di governo della modernità, Shigeru Yoshida, contando il 78,52% di votanti fra gli uomini e il 66,97% fra le donne.

### Riforma dell'istruzione
Durante e prima della guerra, l'istruzione giapponese era basata sul sistema tedesco, con un Gymnasium e l'Università a completare il percorso formativo dopo l'istruzione primaria. Nel corso dell'occupazione, il sistema fu cambiato sul modello americano, con due livelli di istruzione secondaria, il primo obbligatorio, il secondo facoltativo. Venne abrogata la Riforma Imperiale dell'Istruzione, e riorganizzato il sistema universitario, anch'esso di ispirazione Imperiale, e anche la vecchia questione della riforma ortografica trovò soluzione, con l'adozione nel 1946 dell'alfabeto Tōyo kanji, predecessore dell'attuale Jōyō kanji, e la lingua scritta fece posto alle novità createsi in quella parlata.

## Aspetti negativi dell'Occupazione

### Epurazione dei criminali di guerra
Mentre tutte queste riforme venivano attuate, diversi tribunali militari, di cui il principale fu il Tribunale Internazionale per l'Estremo Oriente di Ichigaya (Tokyo), processavano i criminali di guerra giapponesi, comminando parecchie sentenze di condanna, anche capitali. Tuttavia, molti sospettati non vennero mai giudicati, come Tsuji Masanobu, Nobusuke Kishi, Yoshio Kodama e Ryoichi Sasakawa, mentre l'Imperatore Showa e i membri della sua famiglia più compromessi con la guerra, quali i Principi Chichibu, Asaka, Hiroyasu Fushimi, Higashikuni, e Takeda, oltre ai componenti dell'Unità 731, vennero esonerati da ogni procedimento penale dallo stesso generale MacArthur. Già prima dell'inizio effettivo dei processi per crimini di guerra, lo SCAP, l'IPS e i funzionari Showa tramarono dietro le quinte non solo per prevenire il rinvio a giudizio della famiglia imperiale, ma anche per subornare i possibili testimoni a carico. Il governo Showa e dignitari di corte di altissimo livello collaborarono con il Quartier Generale Alleato nella compilazione di liste di possibili criminali di guerra, mentre gli arrestati considerati sospettati di "Classe A", rinchiusi nel carcere di Sugamo dovettero fare solenne giuramento di difendere il sovrano da ogni possibile implicazione in responsabilità per la guerra. Così, "da mesi prima che il tribunale di Tokyo entrasse in funzione, i più alti aiutanti di MacArthur stavano già lavorando per attribuire la responsabilità totale di Pearl Harbor a Hideki Tōjō", inducendo "i più importanti criminali di guerra a coordinare le loro versioni in modo da risparmiare all'Imperatore il rinvio a giudizio", e "con il pieno appoggio dello staff di MacArthur, l'accusa funzionò, a tutti gli effetti, come collegio di difesa per l'Imperatore". 
Come scrive lo storico John W. Dower, 

### Stupri
Nei primi dieci giorni dell'occupazione, oltre mille stupri vennero perpetrati nella sola prefettura di Kanagawa. Secondo John Dower, si contarono circa 40 denunce di stupro al giorno fino alla primavera del 1946, quando, a seguito della messa fuori legge della prostituzione la cifra salì a più di 300 al giorno. La messa fuori legge di prostituzione e bordelli portò anche a stupri di massa nella primavera del 1946. Il 4 aprile, 50 soldati irruppero in un ospedale nel distretto di Ōmori, a Ōta, e violentarono 77 donne, tra cui una che aveva appena partorito (il bambino morì durante l'assalto). L'11 aprile, 40 soldati tagliarono il telefono di un condominio a Nagoya, e "violentarono contemporaneamente molte donne e ragazze di età compresa tra 10 e 55 anni".

### Censura
Le forze di occupazione alleate oscurarono le notizie di atti criminali come gli stupri; il 10 settembre 1945 lo SCAP "pubblicò i codici di stampa ed autocensura, proibendo la pubblicazione di informazioni o statistiche 'ostili agli obiettivi dell'occupazione'". La censura alleata non proibì soltanto le critiche nei confronti degli Stati Uniti e gli altri Alleati: " anche la stessa menzione della censura fu proibita". Ogni segno di censura doveva essere occultato, tanto da provocare l'esasperazione dei pubblicisti, che non dovevano semplicemente redigere materiale che magari le autorità trovavano sensibile e censuravano, come durante la guerra, ma dovevano invece ogni volta riscrivere l'intero testo in modo che sparisse ogni segno di censura.

### Deindustrializzazione
Al fine di allontanare ulteriormente la possibilità che il Giappone diventasse una potenziale futura minaccia per gli Stati Uniti, la Commissione per l'Estremo oriente decise che il paese doveva essere in parte deindustrializzato. Il livello di smantellamento ottimale fu considerato quello che avrebbe riportato il livello di vita nipponico agli anni 1930-34. Alla fine però il programma raggiunse un livello di realizzazione inferiore a quello, simile, che fu applicato in Germania. Infatti, in considerazione di quello che sarebbe costato ai contribuenti americani l'aiuto alimentare d'emergenza al Giappone, nel 1948 il Rapporto della Commissione Johnston raccomandò piuttosto che l'economia giapponese venisse ricostruita. Il rapporto suggeriva sconti sul pagamento dei danni di guerra ed un allentamento delle politiche di 'decentramento economico'. Nell'anno fiscale 1949 le dotazioni di bilancio del programma GARIOA vennero trasferite in EROA, un programma di ripresa economica per le regioni occupate destinato all'approvvigionamento di materiale necessario per la ricostruzione economico-produttiva.

### Comfort women
Con l'assenso delle autorità di occupazione alleate i Giapponesi strutturarono una rete di bordelli a beneficio degli oltre 300.000 uomini delle truppe occupanti. "La strategia fu quella di usare il lavoro particolare di donne navigate per creare una diga che proteggesse donne e ragazze ordinarie". Nel dicembre del 1945 un ufficiale superiore del Settore Salute pubblica e Servizi Sociali del Quartier Generale scriveva, a proposito della prostituta-tipo:"La ragazza è spinta al lavoro dalle miserevoli condizioni economiche della sua famiglia, che la pressa ad accettare, cosa che occasionalmente avviene con il concorso della sua stessa volontà di sacrificarsi per il bene dei suoi parenti. Tuttavia, è opinione dei nostri informatori che in certi distretti urbani la schiavitù femminile, sebbene meno diffusa che in passato, sia ancora praticata (..) Le vittime più sfortunate (..) sono state le donne che, senza precedenti esperienze, hanno risposto agli appelli per reclutare le 'donne del nuovo Giappone'. Quando MacArthur chiuse finalmente i bordelli il 25 marzo del 1946, si stimò che il 25% delle truppe statunitensi avesse contratto malattie a trasmissione sessuale.

### Espulsioni
L'Unione Sovietica si annetté Sachalin e le Isole Curili, espellendo dalla prima 400.000 giapponesi.

### Altro
Nel tentativo di occupare quanto più territorio giapponese possibile, le truppe sovietiche reiterarono attacchi militari anche dopo la resa del nemico, causando perdite civili su larga scala.

## Politica
I partiti politici rinacquero con l'inizio dell'occupazione. Quelli di sinistra come il Partito Socialista Giapponese e il Partito Comunista Giapponese tornarono a strutturarsi rapidamente, così come diverse organizzazioni di destra. I vecchi Seiyukai e Rikken Minseito rinacquero rispettivamente come Partito liberale giapponese (Nihon Jiyuto) e Partito progressista giapponese (Nihon Shimpoto). Le prime elezioni del dopoguerra si tennero nel 1946, e furono ammesse anche le donne, e il vicepresidente del Partito Liberale Shigeru Yoshida (1878-1967) divenne primo ministro. In occasione delle elezioni del 1947, l'opposizione interna a Yoshida abbandonò il partito per dar vita con i Progressisti ad una nuova formazione, il Partito Democratico giapponese (Minshuto). La frammentazione in campo conservatore consegnò la maggioranza ai socialisti, che formarono un governo, in carica per un anno. Da allora, i socialisti cominciarono a perdere progressivamente consensi elettorali. Dopo una breve esperienza di governo dei democratici, Yoshida tornò primo ministro alla fine del 1948, e restò in carica fino al 1954, quando a causa di una malattia cardiaca fu sostituito da Shinto (1955).

## Fine dell'occupazione
Nel 1949, MacArthur rivoluzionò la struttura dello SCAP, ampliando i poteri dei Giapponesi e riducendo ad una funzione notarile quella degli statunitensi, così che la sua attenzione (e quella della Casa Bianca) poté rivolgersi alla Guerra di Corea, mentre l'occupazione volgeva al termine. Il Trattato di San Francisco, firmato nel 1951, segnava la fine della presenza alleata, e quando entrò in vigore, il 28 aprile dell'anno successivo, il Giappone riacquistò la sua indipendenza, con le eccezioni di Iwo Jima, sotto occupazione statunitense fino al 1968, ed Okinawa, sotto occupazione statunitense fino al 1972. Anche se 47.000 militari americani erano rimasti sul territorio nipponico, la loro presenza fu considerata frutto di un invito ai sensi del trattato di mutua cooperazione e sicurezza tra Stati Uniti d'America e Giappone, e non permanenza di un esercito occupante.

## Reazioni culturali

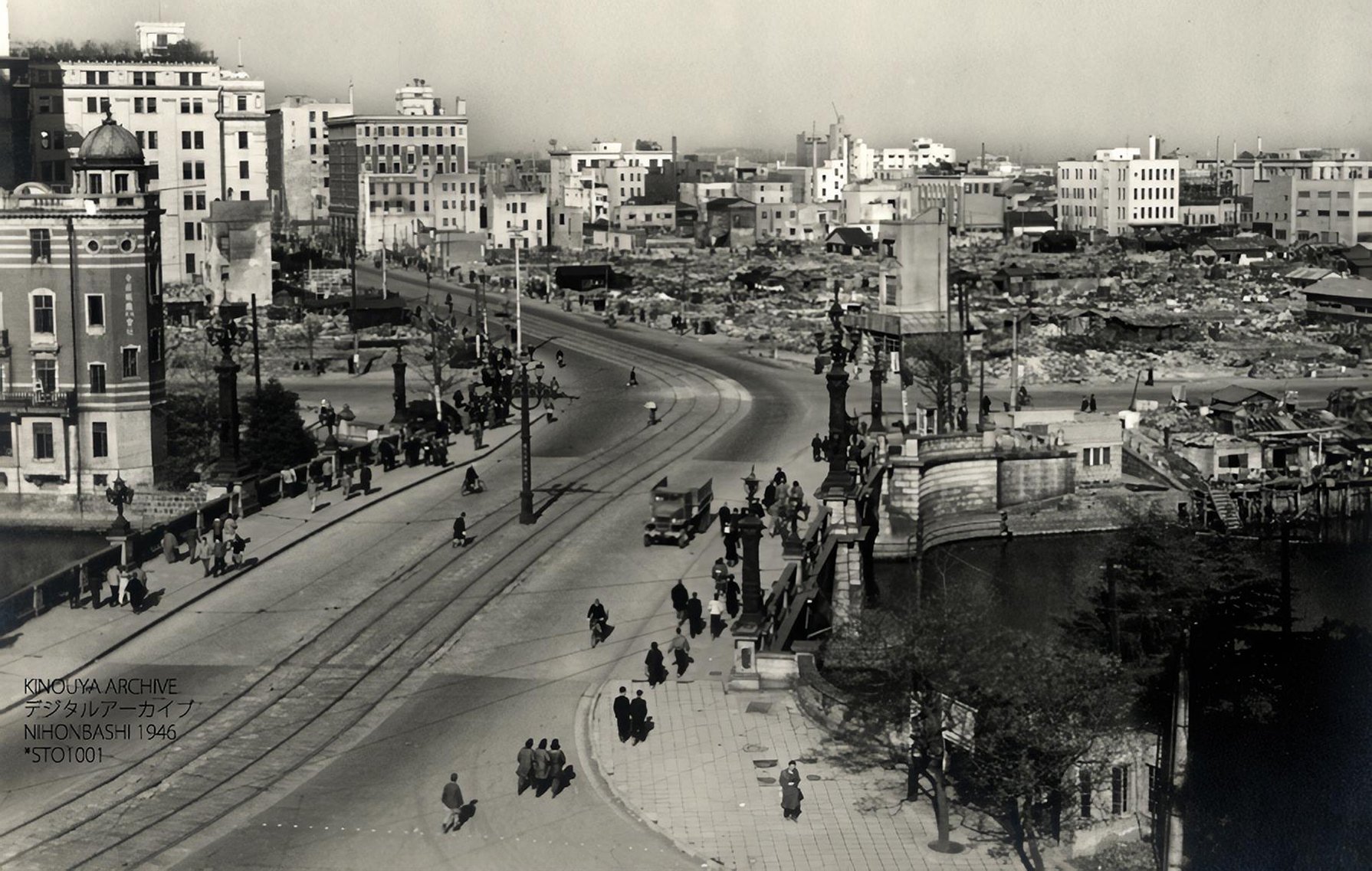
Nihonbashi, Tokyo nel 1946

La resa in diretta radiofonica di Hirohito fu un pesante shock per i cittadini giapponesi. Dopo anni di propaganda sulla potenza militare nipponica e l'inevitabilità della vittoria finale, tutti quei discorsi si rivelarono fasulli nel breve volgere di qualche minuto. E comunque, per molti lo sbalordimento fu di breve durata, alle prese com'erano con i pressanti problemi della fame e della sopravvivenza, aggravata spesso dalla perdita della propria abitazione. Il Giappone del dopoguerra era un caos. I milioni di sfollati causati dai raid aerei alleati sulle grandi città, già affamati dalle esigenze belliche e da anni di cattivi raccolti, videro le loro condizioni peggiorare di colpo quando le importazioni di cibo da Cina, Formosa, e Corea cessarono all'improvviso. Il rimpatrio di quanti vivevano in altre regioni asiatiche aggravò ulteriormente la scarsità di cibo tra sfollati e rifugiati: 5.100.000 giapponesi tornarono in patria nei quindici mesi successivi al 1º ottobre 1945. L'abuso di alcol e droghe divenne un problema enorme.
Per esprimere la profonda prostrazione fisica e morale della gente fu coniato l'espressione "essere in condizione kyodatsu". L'inflazione era alle stelle, e si faceva ricorso al mercato nero anche per i beni basilari. Anche la prostituzione conobbe un considerevole sviluppo.
Negli anni cinquanta si affermò la cultura kasutori. In reazione alle ristrettezze degli anni precedenti, questa subcultura, che prendeva il nome dal drink preferito dagli intellettuali che la incarnarono, enfatizzava spensieratezza, divertimento e decadenza.
L'espressione shikata ga nai (non ci si può far niente) veniva spesso usata dalla stampa statunitense e giapponese per esprimere la rassegnazione pubblica alle dure condizioni di vita sopportate durante l'occupazione. Tuttavia, non tutti reagirono nello stesso modo alle difficoltà del dopoguerra. Se alcuni crollarono, molti altri seppero resistere, e quando il Paese riprese il suo cammino furono pronti a ricominciare.